# Радиотелецентр РТРС в Республике Алтай
Радиотелевизионный передающий центр Республики Алтай (радиотелецентр РТРС в Республике Алтай, филиал РТРС «РТПЦ Республики Алтай») — подразделение Российской телевизионной и радиовещательной сети (РТРС), основной оператор цифрового и аналогового эфирного теле- и радиовещания Республики Алтай.
В 2009—2018 годах филиал выступил единственным исполнителем мероприятий по строительству цифровой эфирной телевизионной сети в Республике Алтай в соответствии с федеральной целевой программой «Развитие телерадиовещания в Российской Федерации на 2009—2018 годы»
Филиал обеспечивает 98 % населения Республики Алтай 20-ю бесплатными цифровыми эфирными телеканалами: «Первый канал», «Россия-1», «Матч ТВ», НТВ, «Пятый канал», «Россия К», Россия 24", «Карусель», «Общественное телевидение России», «ТВ Центр», «Рен-ТВ», «Спас», СТС, «Домашний», «ТВ-3», «Пятница!», «Звезда», «Мир», ТНТ, «Муз-ТВ» и радиостанциями «Радио России», «Маяк» и «Вести ФМ».
До перехода на цифровое эфирное телевидение в районах Республики Алтай можно было принимать в среднем шесть аналоговых программ.

## История
16 августа 1931 года в Москве было принято постановление Совета народных комиссаров «О развитии приемно-передающей радиовещательной сети». В документе было дано указание в течение 1931—1932 годов обеспечить радиовещательными станциями все союзные республики, края и автономные области.
В 1932 году было принято решение о строительстве радиовещательной станции у подножия горы Тугаи.
В городе Ойрот-Тура монтаж и сдача в эксплуатацию состоялись к концу 1934 года.
Станции присвоен позывной РВ-83 установлена длина волны 968 метров.
С 1935 года в Ойротской автономной области (так тогда называлась Республика Алтай) началось регулярное радиовещание.
22 сентября 1958 года на заседании Горно-Алтайского областного Совета народных депутатов было принято решение дать согласие Министерству связи РСФСР на отгрузку телевизионного ретранслятора.
В 1959 году началось строительство технического здания и монтаж передатчика на горе Тугая. Впервые черно-белое изображение на экране жители Горно-Алтайска увидели в дни празднования 42-й годовщины Октябрьской Революции 7 ноября 1959 года. Прошла пробная передача, после которой ещё в течение нескольких месяцев шла отладка и настройка оборудования.
В 1960 году в Горно-Алтайске начались регулярные телевизионные передачи Первой программы Центрального телевидения.
Телевизионная сеть Горно-Алтайской автономной области к началу 70-х годов состояла из двух ретрансляторов ТРСА-56 в Горно-Алтайске и селе Турочак с эфирным приёмом сигнала. Ретрансляторы обслуживали сотрудники Бийского телецентра.
В 1973 году сеть из двух ретрансляторов ТРСА перешла в подчинение Алтайского краевого радиотелевизионного передающего центра.
В 1977 году в Алтайском краевом радиотелевизионном передающем центре создана Горно-Алтайская группа маломощных радиотелевизионных станций, которая впоследствии преобразована в цех № 9.
К концу 1984 года телевизионная сеть Горного Алтая состояла уже из 11 ретрансляторов системы «Экран» мощностью 100 Вт, 103 приёмно-передающих станции системы «Экран» мощностью 1 Вт, 36 ретрансляторов Первой программы мощностью 1 Вт.
В 1985 году на базе цеха № 9 Алтайского краевого радиотелевизионного передающего центра и радиостанции РВ-83 Горно-Алтайского городского узла связи в Горно-Алтайске создан Горно-Алтайский областной радиотелевизионный передающий центр.
В 1987 году радиотелецентр ввел в эксплуатацию радиотелевизионную станция (РТС) в Горно-Алтайске на горе Тугая.
13 августа 2001 года Указом Президента Российской Федерации № 1031 создана Российская телевизионная и радиовещательная сеть.
1 января 2002 года филиал ВГТРК «РТПЦ Республики Алтай» вошел в состав РТРС на правах филиала.
В 2004—2005 годах введена в эксплуатацию земная спутниковая передающая станция (телепорт) и приёмные станции спутниковой связи «Сигнал-20ПТ» в 102 населенных пунктах для трансляции региональных программ в Республике Алтай.
В 2005—2008 годах филиал модернизировал оборудование для трансляции телеканалов «Первый канал» и «Россия-1».

## Деятельность
В 2010 году Республика Алтай стала одним из 12 первых регионов России, которые начали строительство цифровой сети в соответствии с федеральной целевой программой «Развитие телерадиовещания в Российской Федерации на 2009—2018 годы». Филиал разработал проектно-сметную документацию и подготовил площадку для строительства сети цифрового телевизионного вещания Республики Алтай, реализовал проект «Строительство центра кодирования и мультиплексирования в городе Горно-Алтайске».
В 2011 году радиотелецентр получил разрешение на строительство новых объектов телерадиовещания и смонтировал основное и вспомогательное оборудование для цифрового эфирного теле- и радиовещания на 147 объектах. Жителям республики стали доступны 10 телеканалов и три радиостанции первого мультиплекса.
3 февраля 2012 года РТРС открыл в Горно-Алтайске центр консультационной поддержки зрителей цифрового эфирного телевидения. Провел модернизацию 147 цифровых передатчиков и оформил разрешения на использование радиочастот в стандарте DVB-T2.
В 2013 году филиал выполнил работы по изменению конфигурации и перенастройке оборудования центра кодирования и мультиплексирования для перевода на стандарт DVB-T2. С 16 декабря 2013 года в новом стандарте начали работать цифровые передатчики первого и второго мультиплексов в Горно-Алтайске на горе Тугая.
В 2014 году РТРС завершил поставку необходимого оборудования, полностью выполнил монтажные и пусконаладочные работы для вещания второго мультиплекса. В период с мая по июнь 2014 года приемочная комиссия приняла в эксплуатацию 147 объектов второго мультиплекса в Республике Алтай. Одновременно с запуском второго мультиплекса филиал перевел вещание на новый стандарт DVB-T2.
В 2017 году радиотелецентр завершил установку передающего оборудования для трансляции программ ГТРК «Горный Алтай» в составе теле- и радиоканалов первого мультиплекса: «Россия 1», «Россия 24», радиостанция «Радио России». Жителям Республики Алтай стали доступны программы первого мультиплекса с региональными блоками новостей.
В 2018 году началась трансляция второго мультиплекса по всей республике.
Решением Правительства Российской Федерации отключение аналогового вещания было перенесено с 3 июня на 14 октября 2019 года.
14 октября 2019 года Республика Алтай отключила аналоговое вещание федеральных телеканалов и полностью перешла на цифровое телевещание. Охват «цифрой» составил 97,6 % телезрителей региона. Во время перехода на цифровое эфирное телевидение филиал РТРС при поддержке правительства Республики Алтай проводил информационно-разъяснительную кампанию для населения, подготовил волонтеров. Переход на цифровое телевидение в Республике Алтай прошел без проблем, несмотря на крайне сложные исходные условия. Работа РТРС была высоко оценена Правительством Российской Федерации.
В июне 2023 года радиотелецентр заменил 147 цифровых телевизионных передатчиков, задействованных в трансляции телеканалов и радиостанций первого мультиплекса.
1 августа 2023 года филиал перенес оборудование цифрового телевидения из села Аркыт Кош-Агачского района в село Талица Усть-Канского района. «Цифра» пришла в четыре новых населенных пункта Усть-Канского района: Владимировку, Санаровку, Талицу и Усть-Кумир. Цифровой телесигнал стал доступен для 98% населения региона.

## Организация вещания
РТРС транслирует в Республике Алтай:
- 20 телеканалов;
- три радиостанции в цифровом формате[57];
- три радиостанции в аналоговом формате.

Инфраструктура эфирного телерадиовещания филиала РТРС в Республике Алтай включает:
- республиканский радиотелецентр;
- производственное территориальное подразделения (цех);
- восемь аварийно-профилактических групп;
- центр формирования мультиплексов;
- 295 цифровых телевизионных передатчиков;
- 12 аналоговых радиовещательных передатчиков;
- 147 антенно-мачтовых сооружений;
- 446 приемных земных спутниковых станций[58];
- 147 устройств замещения регионального контента (реплейсеров);
- одну точка присоединения операторов кабельного телевидения.